# Tormenta tropical Kammuri (2002)
La tormenta tropical severa Kammuri, conocida en Filipinas como tormenta tropical Lagalag (designación internacional: 0212, designación JTWC: 16W), mató a cientos de personas a raíz de una temporada de inundaciones mortales en China. El sistema se desarrolló a partir de un gran sistema monzónico que persistió hacia fines de julio de 2002 cerca de Filipinas. El 2 de agosto, se formó una depresión tropical frente a la costa noroeste de Luzón y se movió hacia el oeste-noroeste. A última hora del 3 de agosto, se intensificó en la tormenta tropical Kammuri frente a la costa de Hong Kong. Una cresta debilitada dirigió la tormenta hacia el norte, hacia la costa de China. La tormenta tocó tierra a última hora del 4 de agosto, luego de alcanzar vientos máximos de 100 km/h (65 mph). El sistema se disipó sobre la costa montañosa del este de China y se fusionó con un frente frío el 7 de agosto.
Las fuertes lluvias de Kammuri afectaron a gran parte de China, particularmente en la provincia de Guangdong, donde se trasladaron a tierra. En esa provincia, más de 100.000 personas tuvieron que evacuar debido a las inundaciones y luego de que se destruyeran 6.810 viviendas. Las inundaciones dañaron carreteras, ferrocarriles y túneles, y provocaron cortes de energía y agua en toda la región. Las lluvias fueron beneficiosas para aliviar las condiciones de sequía en Guangdong, aunque más tierra adentro las lluvias se produjeron después de meses de inundaciones mortales. En la provincia de Hunan, los restos de la tormenta se fusionaron con un frente frío, destruyendo 12,400 casas. Al otro lado de su camino, las inundaciones dañaron o destruyeron 245.000 casas y destruyeron 60 ha (150 acres) de campos de cultivo. Kammuri causó 153 muertes, la mayoría de las cuales estaban relacionadas con los restos, y los daños se estimaron en 509 millones de dólares (4.219 millones de yuanes).

## Historia meteorológica
Los orígenes de Kammuri son inciertos; posiblemente estaban relacionados con la vaguada del monzón que atravesó Filipinas hacia Guam. A fines de julio, una gran área de convección persistía en el Mar de Filipinas, lo que organizó lo suficiente para que la Administración de Servicios Atmosféricos, Geofísicos y Astronómicos de Filipinas (PAGASA) iniciara avisos sobre la depresión tropical Lagalag el 1 de agosto. circulaciones, una de las cuales persistió en el Mar de China Meridional; este centro estaba ubicado al este de un área de tormentas debido a la cizalladura moderada del viento. Temprano el 2 de agosto, la Agencia Meteorológica de Japón (JMA). clasificó el sistema como una depresión tropical al norte de Luzón. Poco después, el Centro Conjunto de Advertencia de Tifones (JTWC) hizo lo mismo al iniciar avisos sobre la depresión tropical Diecisiete-W, y el Observatorio de Hong Kong (HKO) hizo lo mismo a principios del 3 de agosto. Inicialmente, se movió generalmente hacia el oeste-noroeste, debido a una cresta de nivel medio sobre el este de China. La convección se volvió más concentrada y la Agencia Meteorológica de Japón (JMA) actualizó la depresión a tormenta tropical Kammuri a fines del 3 de agosto, al sur de Hong Kong.
Un nivel más bajo conectado a un canal debilitó la cresta sobre China, lo que permitió a Kammuri moverse lentamente hacia el norte. La cizalladura del viento continua inicialmente impidió que las tormentas se ubicaran sobre el centro, aunque la cizalladura disminuyó gradualmente, lo que permitió que se organizara la convección. Kammuri se intensificó rápidamente hasta convertirse en una severa tormenta tropical; el Agencia Meteorológica de Japón (JMA) estimó vientos máximos sostenidos de 10 minutos de 100 km/h (65 mph) a las 18:00 UTC del 4 de agosto. El Centro Conjunto de Advertencia de Tifones (JTWC) estimó que la tormenta era más débil, con vientos de 1 minuto de 95 km/h (60 mph). Alrededor de las 23:00 UTC del 4 de agosto, Kammuri tocó tierra al este de Hong Kong en la provincia de Guangdong, justo al este de Shanwei. Una tormenta de latitudes medias que se acercaba hizo que se acelerara sobre la tierra. Kammuri se debilitó rápidamente a una depresión tropical, y el Centro Conjunto de Advertencia de Tifones (JTWC) suspendió los avisos a las 12:00 UTC del 5 de agosto. El Agencia Meteorológica de Japón (JMA) continuó rastreando el sistema hasta que Kammuri se disipó el 7 de agosto sobre el centro de China. Los remanentes fueron absorbidos por un frente frío.

## Preparativos, impacto y sucesos

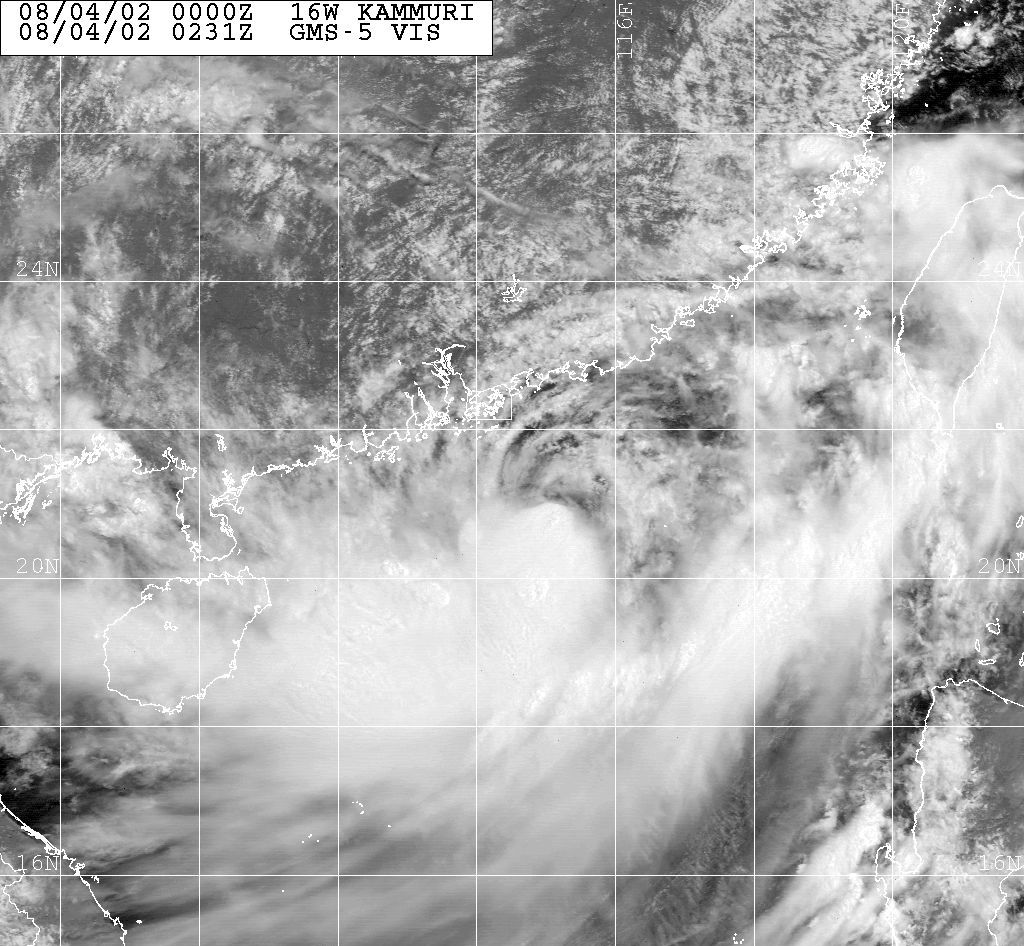
La tormenta tropical Kammuri se intensifica en el Mar de China Meridional el 4 de agosto de 2002

El 3 de agosto, cuando Kammuri se encontraba a unos 390 km (240 millas) al sureste de Hong Kong, el HKO emitió la señal de espera n.°1, la primera señal de este tipo para una tormenta esa temporada. En ese momento, las bandas de lluvia externas habían comenzado a afectar la región. Kammuri dejó caer fuertes lluvias en Hong Kong que alcanzaron los 280 mm (11 pulgadas) en la ciudad de Kwai Chung, la mayoría de las cuales cayeron después de que la tormenta pasó por la región. Las lluvias provocaron un deslizamiento de tierra y dañaron una carretera. Las ráfagas de viento en la ciudad alcanzaron los 99 km/h (62 mph) y se informaron vientos sostenidos de 65 km/h (40 mph) en la isla Waglan. Allí, también se informó una marejada ciclónica de 0,49 m (1,6 pies). En la cercana Macao, bandas de lluvia externas retrasaron los vuelos de los aviones y hubo algunas inundaciones.
En la provincia de Guangdong, donde Kammuri tocó tierra, las precipitaciones alcanzaron un máximo de 275 mm (10,8 pulgadas) en Jieyang, y varias otras estaciones informaron totales de más de 100 mm (3,9 pulgadas). Las lluvias provocaron inundaciones repentinas en la provincia, que destruyeron 6.810 casas, dejando a miles sin hogar. En el aeropuerto internacional de Guangzhou Baiyun, los funcionarios retrasaron o cancelaron 56 vuelos debido a la tormenta. Del mismo modo, el aeropuerto de Shantou Waisha estuvo cerrado durante cuatro horas, lo que retrasó o canceló 10 vuelos. Se informó de graves daños en tres ciudades costeras. La tormenta destruyó dos pequeñas presas eléctricas, lo que provocó inundaciones adicionales. Las áreas extendidas perdieron energía o agua, y las inundaciones dañaron o destruyeron carreteras, túneles y grandes áreas de tierras de cultivo. La tormenta mató a dos personas por electrocución en Shantou y un deslizamiento de tierra mató a 10 personas en el condado de Wuhua. Otro deslizamiento de tierra interrumpió el tráfico ferroviario entre la región y Beijing. Cerca de 100.000 personas tuvieron que evacuar sus casas en dos ciudades. Hubo 27 muertes en la provincia y los daños se estimaron en $109 millones (¥ 904 millones de yuanes). Después de la tormenta, los funcionarios provinciales coordinaron el esfuerzo de rescate de las personas desaparecidas. A pesar de la destrucción, las lluvias de Kammuri ayudaron a aliviar las condiciones de sequía en la provincia. Sin embargo, en otras partes de China, las lluvias se produjeron después de meses de fuertes lluvias que habían matado a 800 personas.
La vecina provincia de Fujian a Guangdong experimentó lluvias más intensas, con un máximo de 315 mm (12,4 pulgadas) en Quanzhou. Dos estaciones en la ciudad reportaron el total diario más alto registrado. En un período de seis horas, se registró un total de 104 mm (4,1 pulgadas) en el condado de Pingtan. Las ráfagas de viento alcanzaron los 79 km/h (49 mph) en Putian, Fujian. La provincia experimentó inundaciones de ríos debido a las fuertes lluvias; el arroyo Dazhang alcanzó la cresta a 34,62 m (113,6 pies) en el condado de Yongtai, que estaba por encima de los niveles de inundación "peligrosos". Los daños en la provincia ascendieron a 131 millones de dólares (1.085 millones de yuanes). Hubo 19 muertes en Fujian. En el interior de Kammuri se produjeron importantes inundaciones relacionadas con la fusión de los restos de la tormenta con un frente frío. Las precipitaciones alcanzaron los 147 mm (5,8 pulgadas) en una estación en la provincia de Jiangxi. En la provincia de Hunan, las tormentas destruyeron 12.400 casas, dejando a más de 10.000 personas sin hogar. También en la provincia, 14 embalses superaron su capacidad. Un total de 107 personas murieron en Hunan y los daños ascendieron a 322 millones de dólares (2.665 millones de yuanes).
En las provincias de Guangdong, Fujian y Hunan, las inundaciones obligaron a evacuar a 394.000 personas y hubo 153 muertos. En total, 72.000 casas fueron destruidas y 173.000 sufrieron daños. En las tres provincias, las inundaciones destruyeron 60 ha (150 acres) y dañaron 292.000 ha (720.000 acres) de campos de cultivo. Después de la tormenta, miles de soldados del Ejército Popular de Liberación colocaron sacos de arena y mantuvieron diques a lo largo del lago Dongting y, a fines de agosto, la mayoría de las inundaciones habían retrocedido en todo el país.
Mientras Kammuri se movía a tierra, varios barcos en alta mar informaron vientos de más de 74 km/h (40 mph). Las altas precipitaciones totales se extendieron hasta el este de Taiwán, donde se informó de 591 mm (23,3 pulgadas) en el condado de Taitung; este fue el total diario más alto de la estación. Las estaciones en Okinawa informaron precipitaciones totales de hasta 178 mm (7,0 pulgadas). Los restos de Kammuri se extendieron por Corea del Sur con lluvias.